# 1563

## Události
- vydáno zřízení opolsko-ratibořské (kodifikace zemského práva pro knížectví slezské)

Listopad:
- Tridentský koncil na svém 24. sezení jednajícím o reformě manželského práva rozhodl, že farář má vést knihu, do níž bude zapisovat jména snoubenců a svědků a den a místo uzavřeného sňatku. Počátek vedení matrik.
- Jiří Melantrich z Aventina v Praze vydává první německé vydání Mattioliho herbáře

### Probíhající události
- 1545–1563 – Tridentský koncil
- 1558–1583 – Livonská válka
- 1562–1598 – Hugenotské války
- 1563–1570 – Severská sedmiletá válka

## Narození
Česko
- ? – Karel z Lamberka, arcibiskup pražský ([† 18. září 1612)

Svět
- 1. června – Robert Cecil, 1. hrabě ze Salisbury, anglický státník a šlechtic († 24. května 1612)
- 9. července – Orazio Gentileschi, italský barokní malíř († 7. února 1639)
- 4. září – Wan-li, čínský císař († 18. srpna 1620)
- 8. listopadu – Jindřich II. Lotrinský, vévoda lotrinský († 31. července 1624)
- 20. listopadu – Žofie Württemberská, sasko-výmarská vévodkyně († 21. července 1590)
- ? – Mavro Orbini, jihoslovanský historik, († 1610)
- ? – Pedro Fernandes de Queirós, portugalský mořeplavec († 1615)
- ? – Kaspar Schwenckfeldt, slezský renesanční učenec († 1609)
- ? – Gracia Hosokawa, japonská samurajka († 25. srpna 1600)
- ? – Johannes Althusius, německý filozof († 12. srpna 1638)

## Úmrtí
Česko
- Burian Osovský z Doubravice

Svět
- 24. února – František de Guise, francouzský voják a politik (* 17. února 1519)
- 21. května – Martynas Mažvydas, litevský spisovatel (* 1510)
- 6. srpna – Kryštof z Gendorfu, důlní podnikatel, zakladatel města Vrchlabí (* 5. srpna 1497)
- 18. srpna – Étienne de La Boétie, francouzský právník, humanista a politický filozof (* 1. listopadu 1530)

## Hlavy států
- České království – Ferdinand I.
- Svatá říše římská – Ferdinand I.
- Papež – Pius IV.
- Anglické království – Alžběta I.
- Francouzské království – Karel IX.
- Polské království – Zikmund II. August
- Uherské království – Ferdinand I.
- Osmanská říše – Sulejman I.
- Perská říše – Tahmásp I.